# حاج سيفلو
حاج سيفلو هي قرية في مقاطعة مشكين شهر، إيران. عدد سكان هذه القرية هو 130 في سنة 2006.